# Znaki taktyczne Układu Warszawskiego

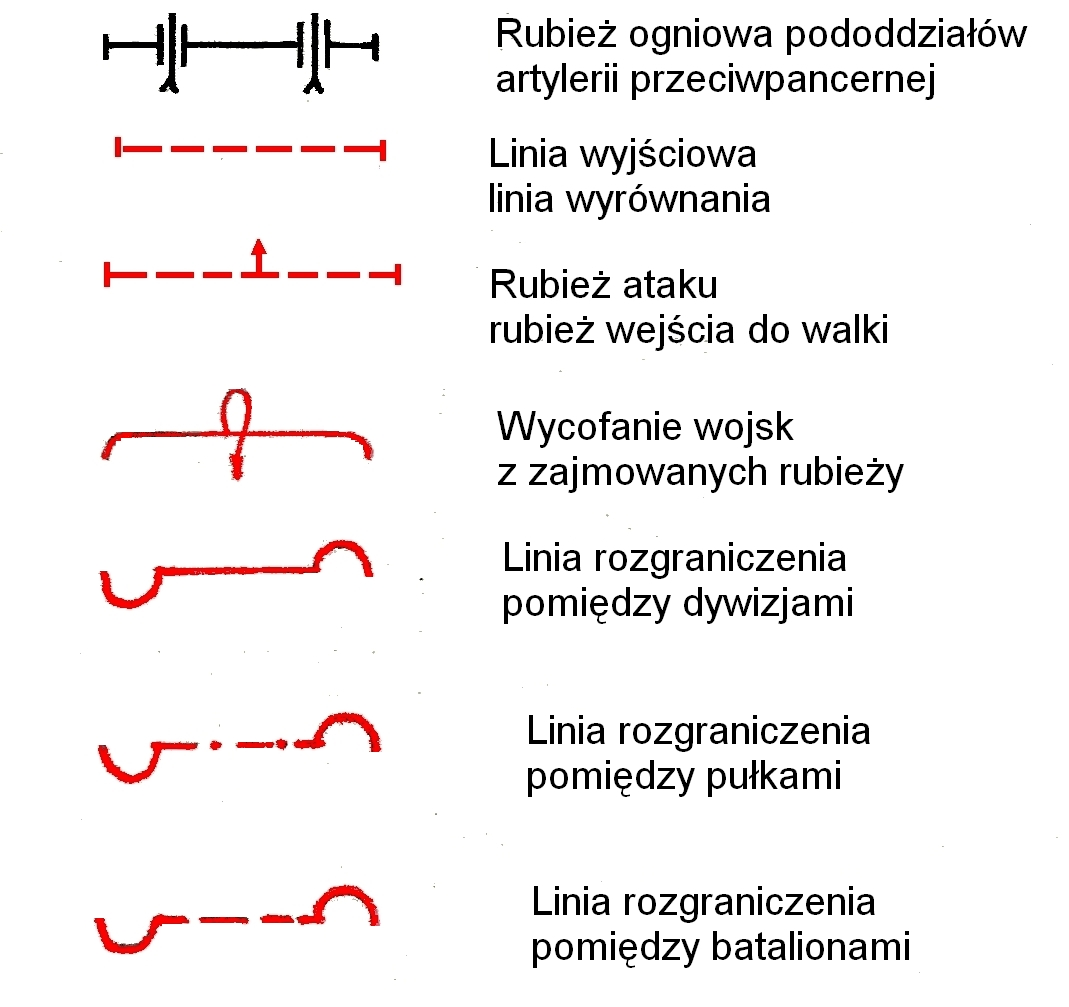

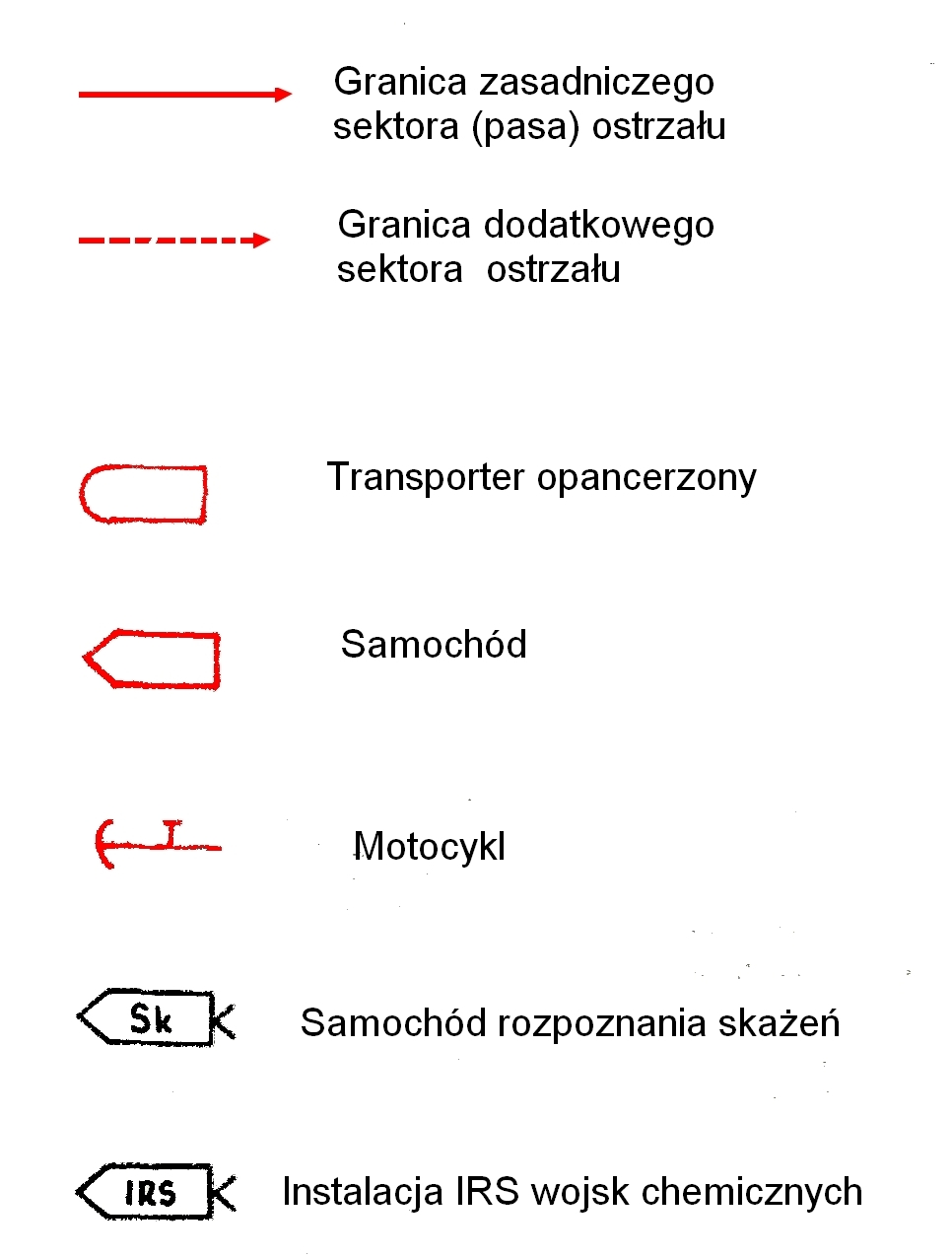

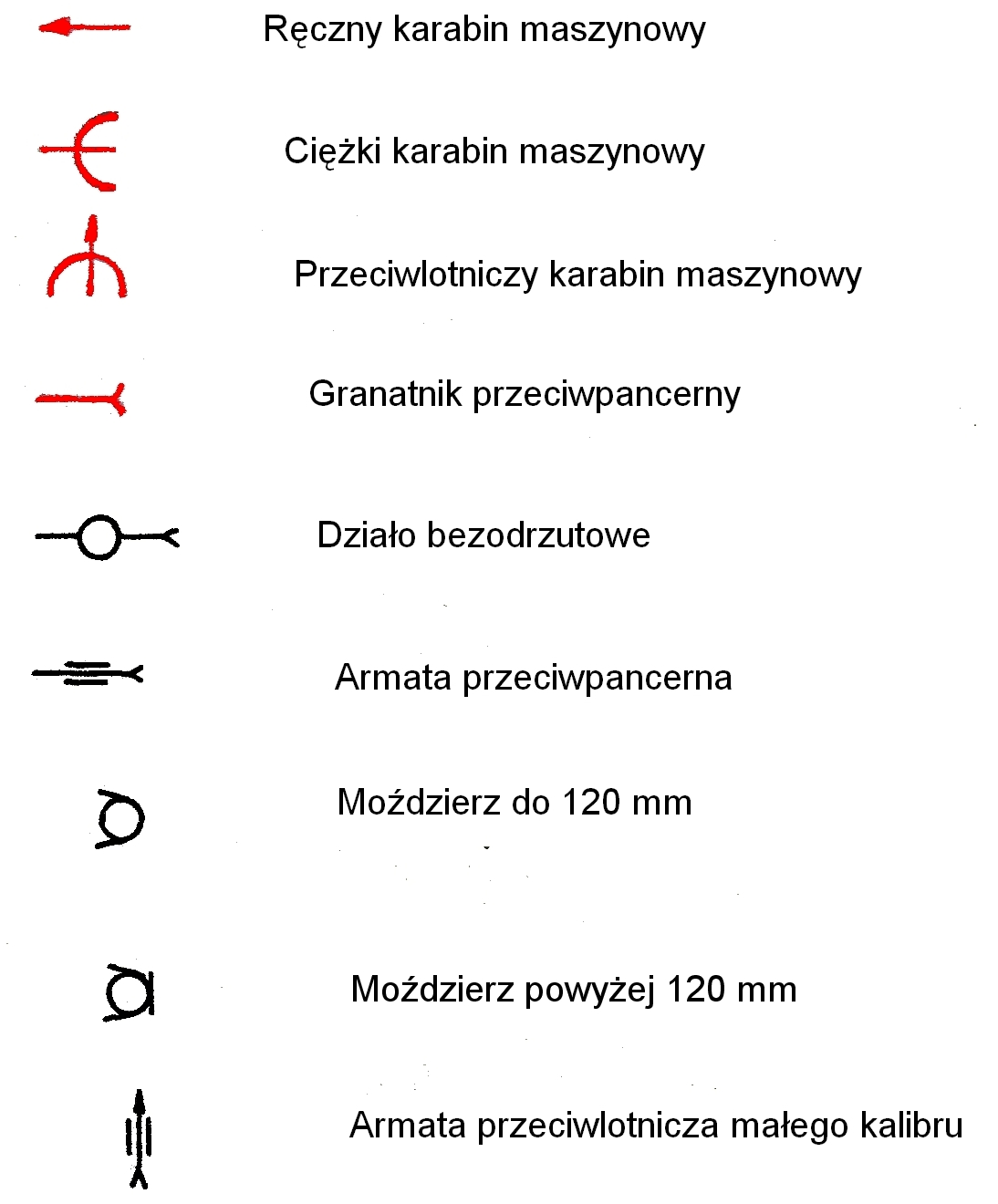

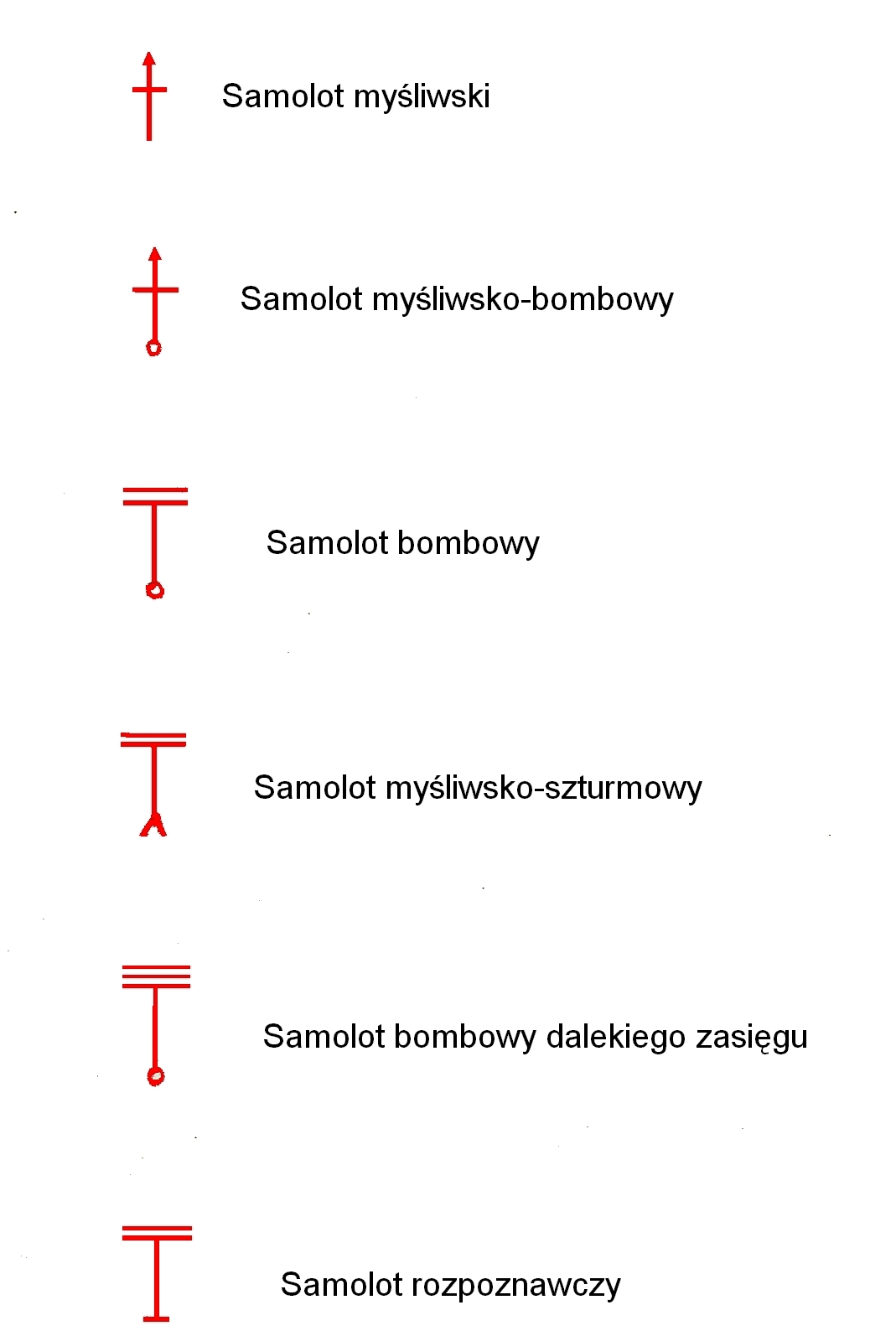

Znaki taktyczne Układu Warszawskiego – znaki graficzne używane przez wojska Układu Warszawskiego, w tym ludowego Wojska Polskiego na mapie, diagramie, szkicu, stosowane do przedstawienia poszczególnych jednostek, obiektów, czynności lub innych zagadnień będących przedmiotem zainteresowania wojska. Stosowanie ich znacznie skracało czas przygotowania  dokumentów bojowych, zmniejszało ich objętość, zwiększało przejrzystość oraz komunikatywność. Ich treść była zwykle uzupełniona opisem cyfrowo-literowym oraz odpowiednim kolorem.

## Zasady opracowania dokumentów bojowych
Przy opracowaniu dokumentów bojowych przestrzegano następujących zasad:
- przyjmowano czas środkowoeuropejski – od godz. 0:00 do godz. 24:00,
- nazwy miejscowości i charakterystycznych obiektów pisano dużymi literami w pierwszym przypadku,
- wyliczanie miejscowości i charakterystycznych obiektów oznaczających rejony rozmieszczenia własnych sił zaczynano od prawego skrzydła, a sił nieprzyjaciela - od jego lewego skrzydła,
- rejony obrony, ześrodkowania wojsk, należało oznaczać nie mniej niż trzema punktami, pasy obrony - nie mniej niż czterema punktami, zaczynając od punktu na przednim skraju, a rubieże i kierunki - nie mniej niż dwoma punktami,
- linie rozgraniczenia oznaczano punktami, zaczynając od tyłu do przodu, a podczas wychodzenia z walki i wycofywania – od przodu w kierunku wycofania; najpierw podawać prawą linię rozgraniczenia, a następnie lewą,
- w natarciu linie rozgraniczenia podawano na całą głębokość zadania bojowego, a w obronie na maksymalną donośność własnych środków rażenia,
- jeżeli dany punkt nie wchodził w pas działań, przed jego nazwą podawano /wył./-"wyłączenie",
- liczbę związków taktycznych, oddziałów, pododdziałów, okrętów, samolotów oraz ilości jednostek uzbrojenia, sprzętu bojowego i transportu oznaczano słownie(trzy BWOP, dwa bo WOP),
- numerację rzutów ugrupowania bojowego należało pisać słownie (pierwszy rzut, drugi rzut).

## Zasady opracowania dokumentów graficznych
Przy opracowywaniu dokumentów graficznych należało przestrzegać następujących zasad:
- dane o sytuacji rysowano ustalonymi znakami umówionymi cienkimi, żeby nie zaciemniać podstawy mapy i napisów,
- położenie swoich sił, ich zadania i działania oznaczano kolorem czerwonym, z wyjątkiem wojsk rakietowych i artylerii, inżynieryjnych, chemicznych, radiotechnicznych, drogowych, kolejowych i łączności, które oznaczano kolorem czarnym, a sił obrony terytorialnej kolorem brązowym,
- położenie i działanie sił nieprzyjaciela oznaczano kolorem niebieskim,
- opisy dotyczące sił własnych wykonywano kolorem czarnym, a  dotyczące nieprzyjaciela – kolorem niebieskim,
- znaki umówione sił, środków ogniowych i innego sprzętu  rysowano na mapie zgodnie z położeniem rzeczywistym i kierunkiem działań; wewnątrz lub obok umówionych znaków środków ogniowych i innego sprzętu podawano liczbę i typ tych środków,
- dla oznaczenia sił nieprzyjaciela używa się tych samych znaków co dla sił własnych, z niezbędnymi opisami,
- dla większej przejrzystości sytuacji przedstawionej na mapie, rozmieszczenie ugrupowań sił, rubieży i kierunków uderzeń podcieniowywano różnymi kolorami,
- przedstawiając na mapie kilka położeń wojsk, odpowiadających różnym momentom czasu, umówione znaki tych sił uzupełniano kreskami, kropkami itp. lub podcieniowywano różnymi kolorami,
- działania faktyczne sił i ich położenie rysuje się ustalonymi znakami umówionymi linią ciągłą, a przewidywane lub planowane działania oraz drogi, lotniska i inne urządzenia w budowie – linią przerywaną,
- rejony zapasowe rysowano linią przerywaną i wewnątrz lub obok znaku pisano  literę "Z",
- urządzenia i obiekty pozorne rysowano linią przerywaną z podaniem litery "P" i podcieniowywano kolorem zielonym,
- sztaby i stanowiska dowodzenia oznaczano odpowiednimi znakami umówionymi, wewnątrz których pisano  skrót nazwy danej jednostki. Podstawa chorągiewki pokazywała miejsce znajdowania się sztabu lub stanowiska dowodzenia,
- skróty oznaczeń wykorzystywano dla skrócenia czasu wykonania dokumentów bojowych i przekazania ich treści technicznymi środkami łączności oraz przy przedstawianiu sytuacji na mapach,
- umówione skróty oznaczające związki taktyczne, oddziały, pododdziały wpisywano następująco: od szczebla brygady wzwyż – dużymi literami, od pułku w dół – małymi literami.